# سیارک ۲۳۰۰۲
سیارک ۲۳۰۰۲ (به انگلیسی: 23002 Jillhirsch، نامگذاری:1999VX92) بیست و سه هزار و دومین سیارک کشف شده‌است که در ۹ نوامبر ۱۹۹۹ کشف شد.
قدر مطلق سیارک برابر ۱۰٫۷ است.